# 이정우 (탁구 선수)
이정우(李廷祐, 1984년 12월 13일 ~ )은 보람할렐루야 소속의 대한민국 남자 탁구선수이다.

## 수상
- 2001 제8회 아시아주니어탁구선수권대회 단식 우승
- 2004 SBS 탁구챔피언전 남자 단식 우승
- 2005 대만 오픈 남자 단식 우승
- 2005 독일 오픈 남자 복식 우승
- 2005 스웨덴 오픈 남자 복식 우승
- 2005 파나소닉 중국 오픈 남자 단식 준우승
- 2006 세계탁구선수권대회 단체전 은메달
- 2006 도하 아시안게임 탁구 남자 단체전, 혼합복식 은메달
- 2006 독일 브레멘 세계선수권대회 단체 은메달
- 2007 폴크스바겐 코리아오픈 탁구대회 남자 복식 우승
- 2008 중국 광저우 세계선수권대회 단체 은메달
- 2010 중국 광저우 아시안게임 단체 은메달
- 2010 실업회장기 남자 단식 우승
- 2010 한국마사회컵 코리아오픈 국제탁구대회 남자 복식 준우승
- 2011 국제탁구연맹 프로투어 스페인 오픈 남자 복식 우승
- 2012 국제탁구연맹 월드투어 스페인 오픈 남자 단식 준우승
- 2013 한국 부산 아시아선수권대회 단체 동메달
- 2013 코리아오픈 국제탁구대회 남자 복식 준우승
- 2013 제67회 전국남녀종합탁구선수권 남자 단식 준우승
- 2013 제67회 전국남녀종합탁구선수권 남자 복식 우승
- 2014 제17회 인천 아시안게임 탁구 남자 단체전 은메달
- 2017 히로시마오픈 탁구대회 남자 단체전 금메달
- 2017 히로시마오픈 탁구대회 남자 단식 동메달
- 2017 슬로베니아오픈 탁구대회 남자 복식 우승
- 2017 크로아티아오픈 탁구대회 남자 복식 동메달